# Mairie d’Aubervilliers (Métro Paris)
Mairie d’Aubervilliers [mɛʁi dobɛʁvilje] ist der Name einer Tunnelstation der Linie 12 der Pariser Métro. Sie befindet sich in Aubervilliers, Département Seine-Saint-Denis, wenige Kilometer nördlich der Pariser Stadtgrenze. Der Haupteingang befindet sich an der Place de la Mairie, in unmittelbarer Nähe des namensgebenden Rathauses.
Die Eröffnung der Station erfolgte am 31. Mai 2022. Sie ist Teil der Verlängerung um drei Stationen von Porte de la Chapelle bis Aubervilliers. Die Planungen für diese Verlängerung begannen 2000, im Oktober 2007 wurde mit den Bauarbeiten begonnen. Die Inbetriebnahme des ersten Abschnittes bis Front Populaire fand am 18. Dezember 2012 statt.
Die zukünftige Linie 15 der Métro Paris wird ebenfalls einen Haltepunkt an dieser Station haben.